# Tethina robusta
Tethina robusta är en tvåvingeart som beskrevs av Foster 2000. Tethina robusta ingår i släktet Tethina och familjen Canacidae. Inga underarter finns listade i Catalogue of Life.